# Songs About Jane
Songs About Jane – debiutancki album studyjny zespołu Maroon 5. W krótkim czasie utwory z tego albumu stały się hitami na światowych listach przebojów.

## Lista utworów
1. Harder to Breathe
2. This Love
3. Shiver
4. She Will Be Loved
5. Tangled
6. The Sun
7. Must Get Out
8. Sunday Morning
9. Secret
10. Through With You
11. Not Coming Home
12. Sweetest Goodbye

## Muzycy
- Adam Levine – śpiew, gitara
- Ryan Dusick – perkusja
- Jesse Carmichael – instrumenty klawiszowe, wokale wspierające, gitara
- James Valentine – gitara, wokale wspierające
- Mickey Madden – gitara basowa